# Palazzo Spinelli di Cariati
Le Palazzo Spinelli di Cariati (mieux connu sous le nom de Palazzo Cariati) est un palais monumental de Naples situé entre la place Cariati et le Corso Vittorio Emanuele.

## Description
Le bâtiment d'origine du XVIe siècle représente un exemple d'architecture civile de la Renaissance napolitaine. Il a été commandé par la branche des princes de Cariati de la famille Spinelli et au fil des siècles, il a subi d'importantes modifications: au XVIIIe siècle, a été ajoutée la terrasse avec un grand balcon comportant les bustes en marbre de la famille Spinelli.
Au deuxième étage, on trouve des fresques, des sols en majolique et des tapisseries.
Aujourd'hui, le bâtiment abrite l'institut Giovanni Pontano.